# Maja Grykat e Hapëta
Die Maja Grykat e Hapëta ist mit einer Höhe von 2625 m ü. A. der dritthöchste Berggipfel der Albanischen Alpen. Damit gehört die Maja Grykat e Hapëta auch zu den höchsten Bergen Albaniens: Nach dem Korab (2754 m ü. A.) mit seinen Nebengipfeln und der Jezerca (2694 m ü. A.) ist es der dritthöchste Berg des Landes. Er ist aber nicht besonders bekannt – wird wenig bestiegen und sticht auch nicht prominent hervor.
Der Name des Berges lautet übersetzt in etwa Ausgedehnte Schluchten. Er kommt in unterschiedlichen Formen vor wie Maja e Grykave të Hapta oder Maja e Grykës së Hapët.
Die Maja Grykat e Hapëta liegt im Nationalpark Alpen Albaniens am östlichen Ende des Langen Bergzugs von Zhapora (2561 m ü. A.; auch Zhabora) und Grykat e Hapëta, der das Valbonatal im Norden vom Becken von Nikaj-Mërtur im Süden trennt. Nach Norden fallen die Berge in steilen Felswänden über 1500 Meter ins obere Valbonatal – ein ausgeprägtes glazial geformtes U-Tal – ab und prägen damit die Landschaft des Tals maßgebend. Nach Süden fallen die Berge weniger steil ab und haben Plateau-Charakter.
Auf dem rund sieben Kilometer langen Bergzug ist die Maja Grykat e Hapëta etwas zurückgesetzt, so dass sie weniger stark in Erscheinung tritt als weniger hohe Berge zu beiden Seiten. Die Maja Grykat e Hapëta bildet nicht nur den höchsten Gipfel, sondern auch das östliche Ende des Bergzugs, der hier steil abfällt. Zwei Grate ziehen vom Gipfel weiter: Der Hauptgrat führt nach Südosten zur Maja e Hekurave (2559 m ü. A.), ein rund vier Kilometer langer Grat zieht nach Nordosten zur Maja Ismet Sali Bruçaj (2527 m ü. A.). Dazwischen fällt ein kleines Seitental steil nach Osten ab und mündet bei Dragobia ins Valbonatal. Von der Maja e Hekurave wird der Berg durch den Pass Qafa e Droçkës (ca. 2100 m ü. A.) getrennt.
Die Maja Grykat e Hapëta hat ihren höchsten Punkt im Osten, von wo aus sich ein leicht abfallender, rund 300 Meter langer Grat nach Westen zieht, der dann steil abfällt.
An den Nordhängen des Bergzugs halten sich ganzjährig Firnfelder. In Karen des Karstgebirges haben sich einige kleine Gletscher gebildet. Sie liegen in Höhe von 2280 m ü. A. bis 2450 m ü. A., weit unterhalb der klimatischen Schneegrenze. In den steilen Felshängen herrscht ein Mikroklima, das trotzdem die Entstehung von Gletschern ermöglicht. Einige liegen um die Maja e Brijasit (2529 m ü. A.) und Maja e Zhaporës, einer an der Ostflanke der Maja Grykat e Hapëta.
Der Berg besteht wie das umgebende Gebirge aus Dolomitkalk des Trias. In der Kette von Zhapora und Grykat e Hapëta gibt es noch diverse weitere Gipfel mit Höhen über 2400 m ü. A. und sogar mit über 2500 m ü. A. In den Albanischen Alpen sind nur zwei Berge höher als die Maja Grykat e Hapëta: die Jezerca auf der nördlichen Seite des Valbonatals und die Gjeravica (2656 m. i. J.) weiter östlich jenseits der Grenze im Kosovo.